# Primula chienii
Primula chienii là một loài thực vật có hoa trong họ Anh thảo. Loài này được W.P. Fang miêu tả khoa học đầu tiên năm 1956.